# 藍斑食蚊魚
藍斑食蚊魚，為輻鰭魚綱鯉齒目鯉齒亞目花鳉科的其中一種，分布於中美洲古巴的淡水流域，體長可達4.8公分，棲息在溪流、池塘、湖泊，屬於肉食性，生活習性不明。

## 擴展閱讀
維基物種上的相關：藍斑食蚊魚